# Urodacus lowei
Espèce
Urodacus lowei est une espèce de scorpions de la famille des Scorpionidae.

## Distribution
Cette espèce est endémique du Kimberley en Australie-Occidentale. Elle se rencontre de Napier Broome Bay à Dampier Downs.

## Description
Le mâle holotype mesure 120 mm.

## Étymologie
Cette espèce est nommée en l'honneur de W. R. Lowe.

## Publication originale
- Koch, 1977 : « The taxonomy, geographic distribution and evolutionary radiation of Australo-Papuan scorpions. » Records of the Western Australian Museum, vol. 5, no 2, p. 83-367 (texte intégral).